# 福島喜三次
福島 喜三次（ふくしま きそうじ、1881年〈明治14年〉10月10日 - 1946年〈昭和21年〉9月17日）は日本の実業家。三井合名会社理事。内閣調査局専門委員及び企画院参与を務めた。日本人初のロータリアンで、元ダラスロータリークラブ会員。

## 経歴
佐賀県西松浦郡有田村に福島喜平の六男として生まれる。2歳のとき父を亡くす。小学校時代から終始級長を務めるなど秀才で鳴らし、長崎商業学校（現・長崎市立長崎商業高等学校）を経て、1904年（明治37年）7月に東京高等商業学校（現・一橋大学）を首席で卒業。同期には星野唯三、園部潜、佐藤尚武、山崎一保、向井忠晴、黒田慶太郎、梁瀬長太郎らがいた。なお、同校では上級の優等生を選び夏季休業中に実地研究を課したが、福島も3年次に選ばれ「清国上海ニ於ケル貨幣事情調査報告書」を提出している。
1904年に三井物産入社。門司支店に配属された後、清国への赴任を希望していたが、1905年（明治38年）3月にニューヨーク支店勤務となり、1906年（明治39年）からは出張員として、オクラホマ州及びテキサス州へアメリカ綿の現地買付に従事。その後、1911年（明治44）年7月に三井物産がテキサス州ヒューストンに設立した現地法人Southern Products Company（南部物産会社）の取締役に就任。1912年（大正元年）には綿花部のダラス支部長となり、第一次世界大戦時の需要の高まりともに、日本のみならずヨーロッパへのアメリカ綿輸出に乗り出して利益を上げたが、終戦後の綿相場の暴落とともに500万円超の巨額欠損を出し、それを機に福島は日本へ戻された。ダラス赴任中、日本人初のロータリアンに推挙された。
1920年（大正9年）5月に本店営業部長代理、1921年（大正10年）3月に大阪支店長代理、1923年（大正12年）7月に同支店次長となる。この間、1920年に東京ロータリークラブを設立し、同初代幹事に就任。大阪ロータリークラブ設立にも尽力し、1922年より同初代幹事を5年間務めた。
1926年（大正15年）8月に上海支店次長として赴任、同年（昭和元年）12月に支店長となる。上海では上海日本商工会議所議員・上海万国商業会議所委員・上海共同租界参事会員も務め、1932年（昭和7年）初頭の第一次上海事変では上海時局委員として対応に追われた。のち、上海事変における功労により勲六等瑞宝章を受勲。
1932年に本店に戻り本部参事、1934年（昭和9年）査業課長を経て、同年に三井合名会社（三井財閥本社）の考査課長兼調査部長に転じ、1936年（昭和11年）には合名会社理事に抜擢された。なお、1935年（昭和10年）12月には、ブラジルへの投資会社アマゾニア産業株式会社（9月設立）の取締役に、上塚司・加藤恭平・矢島富造・佐々田三郎・中島清一郎とともに名を連ねている。
この戦前期には政治にも関わり、国策研究会の第一研究委員会（外交・国際関係）メンバーとなり、1935年9月に岡田啓介内閣の内閣調査局専門委員、1937年（昭和12年）6月には第1次近衞文麿内閣の企画院参与に任命された。
1937年に日本経済連盟会（経済団体連合会の前身）の欧米訪問経済使節団（団長門野重九郎）メンバーとして派遣されたが、過労で結核に倒れ、帰国後に休職・引退、第二次世界大戦後の翌1946年（昭和21年）に没した。

## 上海事変における対応
第一次上海事変における福島の対応について、国策研究会創立メンバーの矢次一夫は以下のように述懐している。
当時上海公使館附武官であった田中隆吉が、事変拡大の謀略として「陸軍の上海出兵を強要する必要から、当時三井物產上海支店長だつた福島喜三次を特務機関長室に招いて、福島から三井本社の團琢磨氏にあてて、陸軍出兵の急務なること、團氏から犬養首相と芳澤外相とに対し、出兵を強談判させるよう手配方を強要した。このとき、田中の手中に拳銃が握られていたことはもちろんである。上海事変が勃発したのは、七年の一月二十八日、政府が上海出兵を声明したのは二月七日だから、これは一月末か二月勿々のことであろう。福島氏はその場で出兵要請の急電を書いたが、後に田中が私に語ったところでは、團氏の首相訪問はその翌々日だったそうだ。そして間もなく政府の出兵声明となり、白川を司令官とする四箇師団が上海に戦闘した。この事変は、幸いにも拡大することなく、五月二十一日撤兵完了で済んだ」（『文藝春秋』32巻16号、1954年10月）
「上海事変終了後、昭和十年頃であったかと思うが、福島は三井物産から中央に転じて、団が五・一五事件（実際は血盟団事件：引用者注）で殺された後、有賀長文の後任となった池田成彬のもとに、三井合名の理事で調査部長となって栄転している。私は、以来福島と終始懇意となり、国策研究会にも入会していたので、しばしば会する機会があった。そこであるとき、上海事変の話に及び、田中隆吉の脅迫云々の問題について、質問したことがある。福島が答えるのに、田中にピストルを突きつけられたことは、たしかにその通りだ。しかし、私も男だよ、団琢磨あてに出兵要請の打電をしたのは、彼の脅しに屈したからというのではない。当時の上海は、たとえ何者が放火犯人であるにせよ、すでに猛火となって延焼中であり、放っておけば、日本の受ける被害は幾許なるを知らぬほどだった。したがって、犯人探しは鎮火したあとでやればよい。いまは大急ぎで火を消すことを考えるべきで、その為には、出兵は即刻の急務と思ったからだ、ということであった」（『昭和動乱私史』上巻、1971年）
以上の田中隆吉の脅迫による團琢磨への打電とその効果の真相は不明ながら、公式的には、事変勃発直前の1月28日夕刻に、福島と在華紡代表船津辰一郎は上海時局委員会代表として、第一遣外艦隊司令官塩沢幸一を訪問して自衛権行使の立場から武力発動を要求し、武力衝突後の1月30日夜半には犬養首相宛に、時局委員として福島と米里紋吉が連名で「陸軍ノ出動」を切望する公電を発していた。さらに2月1日には芳沢外務大臣宛に、福島・米里より「居留民保護のため救援方申請について」との公電で、「上海同胞三万ノ為ニ祖国ニ向テ救援ヲ求メ之ヲ得ル能ハスンハ上海ヲ引揚クルカ座シテ死ヲ待ツノミ切ニ御考慮ヲ求ム」とした。ただし、2月1日には他にも陸軍派遣を求め、重光葵公使より「在留日本人保護のため陸軍派遣方稟請について」、上海居留民代表林勇吉より「居留民保護のため陸軍の急派方申請について」の公電が、同じく外務大臣宛に発せられていた。

## 親族
- 妻：アサ（1893-1981） - 杉村濬（外交官で外務省通商局長や駐ブラジル公使等を歴任）の長女。実兄は杉村陽太郎。ソウルで生まれ、次いで父の転任先の台湾へ。その後日本の小学校5年を経て、1905年に母、妹二人と父に伴われブラジルへ、現地では12歳で母に代わり、父のウルグアイ・アルゼンチン・チリへの公用出張にフランス語通訳として同行し、1906年に父が客死すると、フランス語を頼りに母と妹らを連れて帰国を果たしたという（福島新吾によれば「アンデスを越えた日本女性の多分第一号」）[13]。
- 長男：龍太郎（1914生）[2]
- 次男：良雄（1915生）[2]
- 三男：宏（1918生）[2]
- 四男：福島新吾（1921-2013）[2][13] - 政治学者、専修大学名誉教授。